# Parti national-démocrate d'Allemagne (RDA)
Ne doit pas être confondu avec Parti national-démocrate d'Allemagne.
Le Parti national-démocrate d'Allemagne (Nationaldemokratische Partei Deutschlands, NDPD) est un ancien parti politique est-allemand fondé en 1948 et disparu en 1990.

## Historique
Fondé le 25 mai 1948, par Lothar Bolz, entre autres, le NDPD vise à organiser au sein d'un parti politique loyal envers le régime communiste toute une clientèle politique qui ne se retrouve pas dans le SED, c'est-à-dire, pour l'essentiel, les couches moyennes, artisans, professions libérales, intellectuels, ainsi que des militaires et anciens membres du parti national-socialiste « peu condamnables ». Comme les autres partis alliés au SED au sein du Front national de la République démocratique allemande, le NDPD bénéficie de 52 sièges bloqués à la Chambre du peuple et d'un vice-président au Conseil d'État. Il dispose également d'un quotidien, le National-Zeitung.
Proche par sa défense du libéralisme du LDPD, le NDPD s'en distingue toutefois par un plus fort nationalisme et une plus grande fidélité au régime communiste. Revendiquant 110 000 membres dans les années 1980, le NDPD s'effondre totalement lors de la chute du chute du mur de Berlin et la réunification allemande, n'obtenant que 0,38 % des voix et deux mandats lors des premières élections libres de 1990. Il rejoint alors la Fédération des démocrates libres aux côtés du Parti allemand du forum, du Parti libéral-démocrate et du Parti démocratique libre. La Fédération des démocrates libres rejoint ensuite le FDP en août 1990.

## Présidents
| Photo | Nom                          | Début du mandat | Fin du mandat |
| ----- | ---------------------------- | --------------- | ------------- |
|       | Lothar Bolz (1903–1986)      | 1948            | 1972          |
|       | Heinrich Homann (1911–1994)  | 1972            | 1989          |
|       | Günter Hartmann (1930-)      | 1989            | 1990          |
|       | Wolfgang Glaeser (1940-2020) | 1990            | 1990          |
|       | Wolfgang Rauls (1948-)       | 1990            | 1990          |

## Résultats

### Élections à la Volkskammer
| Élection | Voix                         | %                            | Sièges   | +/–    |
| -------- | ---------------------------- | ---------------------------- | -------- | ------ |
| 1949     | au sein du Bloc démocratique | au sein du Bloc démocratique | 15 / 330 | –      |
| 1950     | au sein du Front national    | au sein du Front national    | 30 / 400 | 15     |
| 1954     | au sein du Front national    | au sein du Front national    | 45 / 466 | 15     |
| 1958     | au sein du Front national    | au sein du Front national    | 45 / 466 | Stable |
| 1963     | au sein du Front national    | au sein du Front national    | 45 / 434 | Stable |
| 1967     | au sein du Front national    | au sein du Front national    | 45 / 434 | Stable |
| 1971     | au sein du Front national    | au sein du Front national    | 45 / 434 | Stable |
| 1976     | au sein du Front national    | au sein du Front national    | 45 / 434 | Stable |
| 1981     | au sein du Front national    | au sein du Front national    | 52 / 500 | 7      |
| 1986     | au sein du Front national    | au sein du Front national    | 52 / 500 | Stable |
| 1990     | 44,292                       | 0.4%                         | 2 / 400  | 50     |